# 五角二十四面体
五角二十四面体（ごかくにじゅうしめんたい、英: pentagonal icositetrahedron）とは、カタランの立体の一種で、変形立方体の双対である。変形立方体と同じくカイラルであり、鏡像の別がある。

## 性質
- 構成面となる五角形の形状
  - 4つの鈍角の角度: 約114.81°
  - 1つの鋭角の角度: 約80.75°
  - 3つの短い辺 : 2つの長い辺 = 1 : 約1.4196

## 近縁な立体

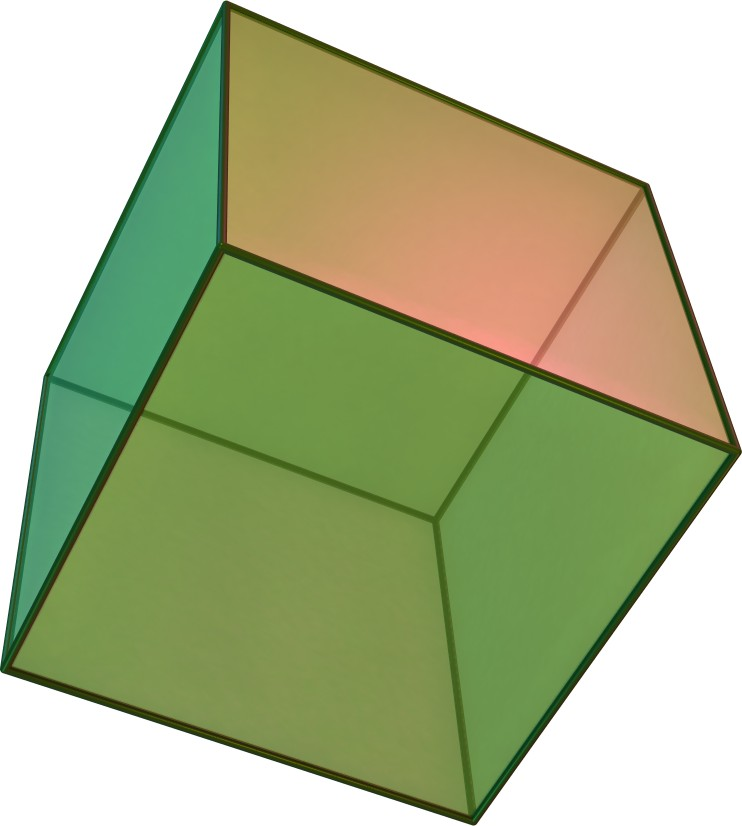
正六面体
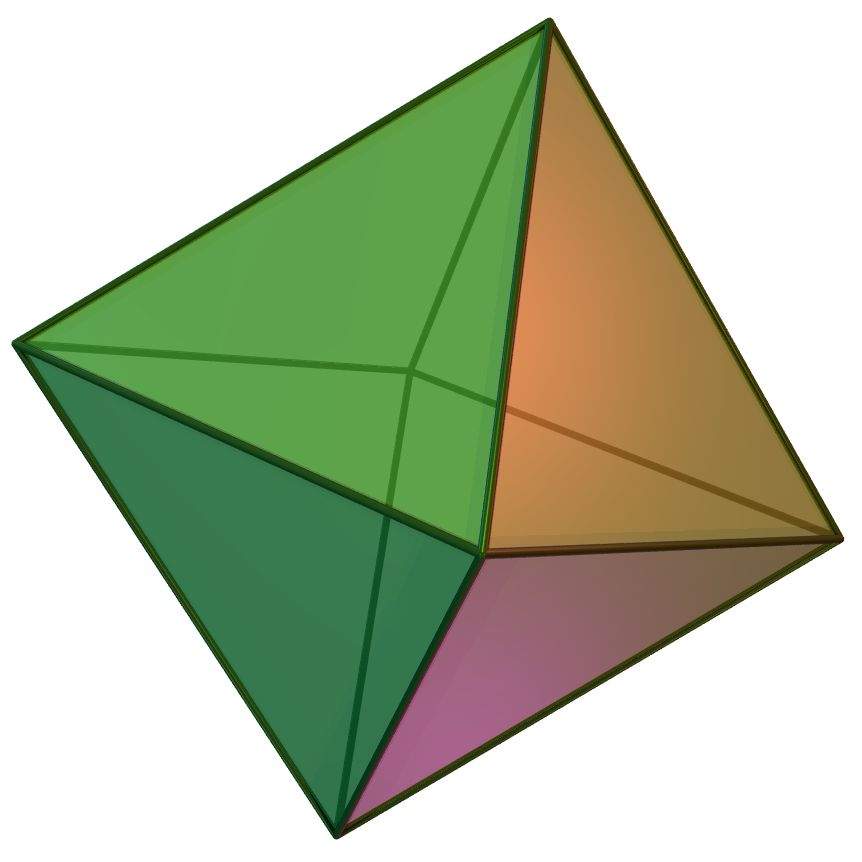
正八面体
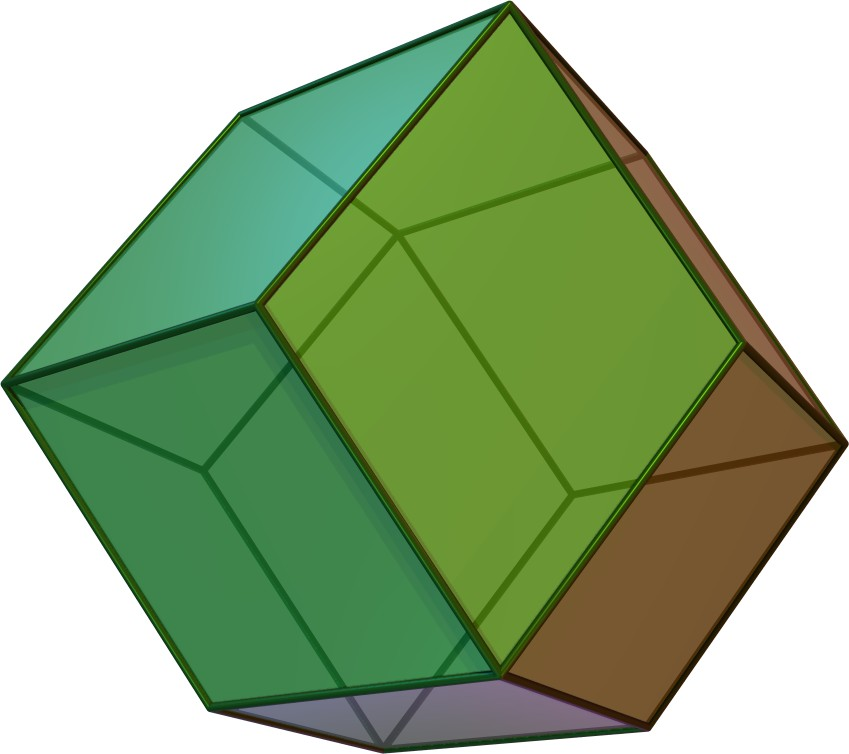
菱形十二面体
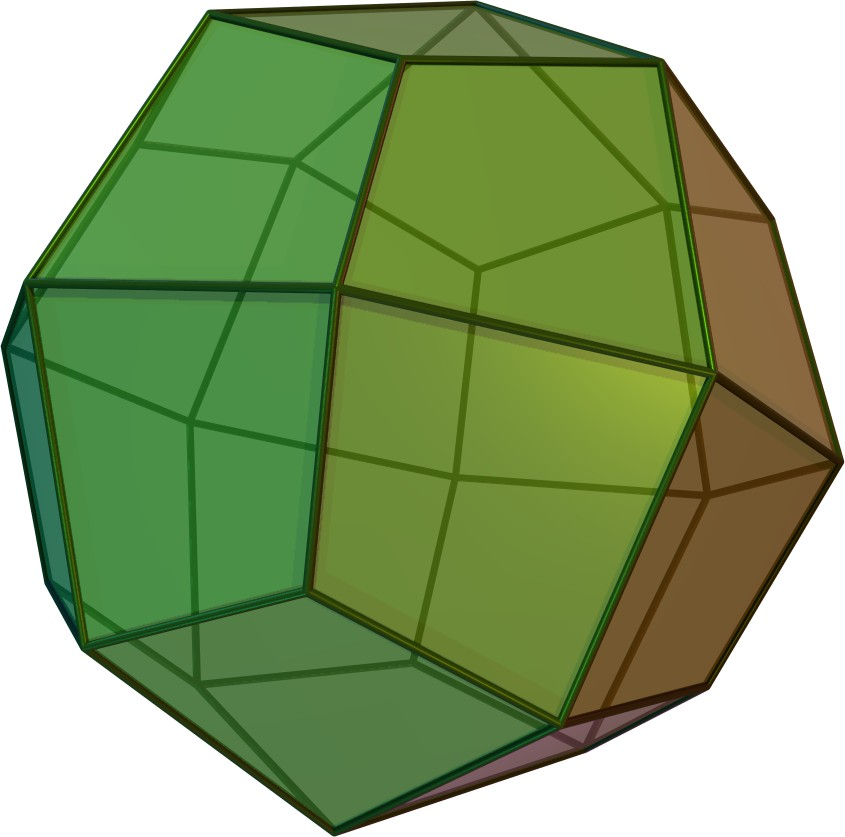
凧形二十四面体
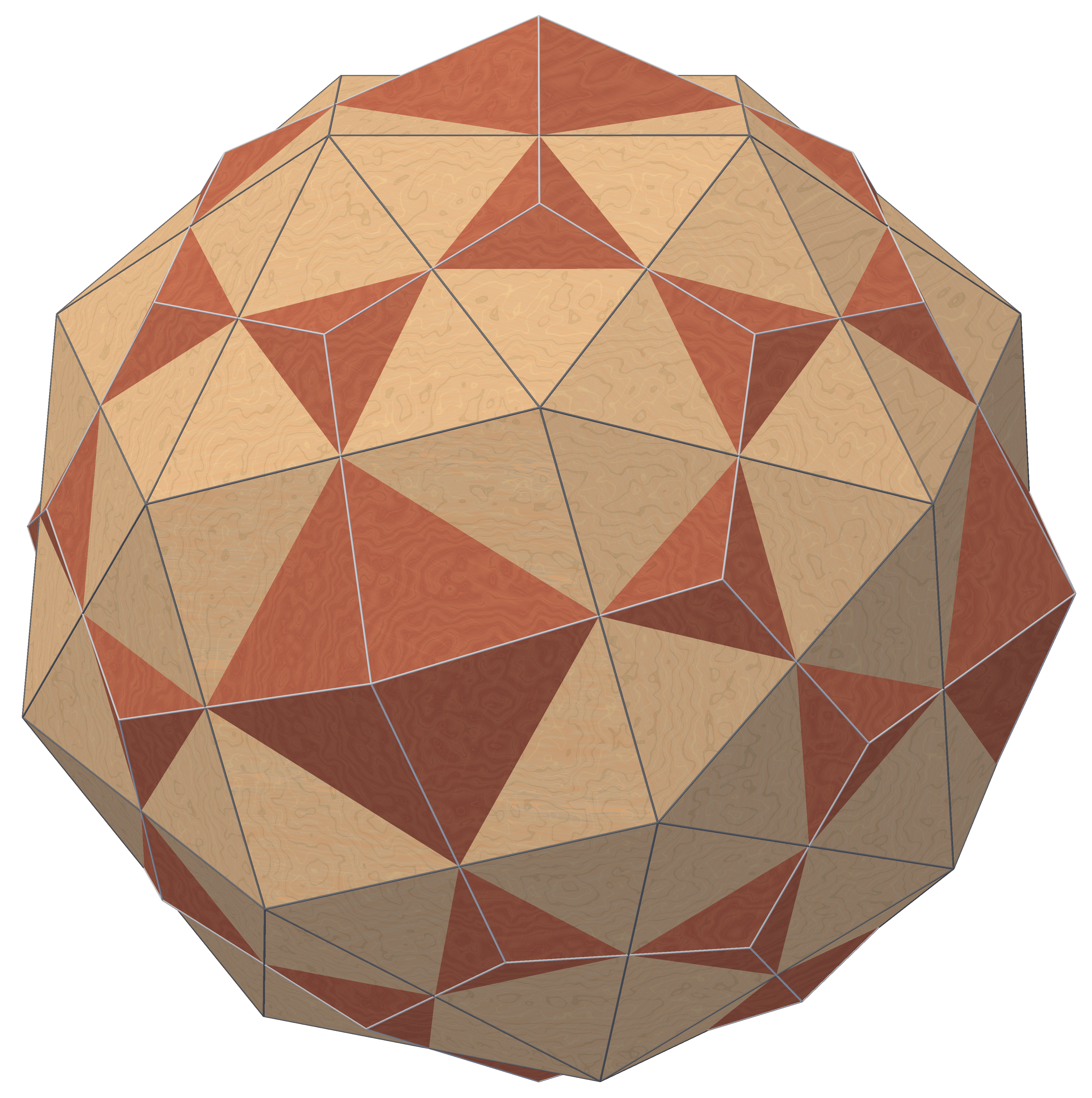
変形立方体と五角二十四面体による複合多面体